# Ceratosaurus meriani
Ceratosaurus meriani (en griego antiguo, "reptil con cuerno") es una especie dudosa del género extinto Ceratosaurus de dinosaurio terópodo ceratosáurido, que vivió a finales del período Jurásico, hace aproximadamente 153 y 148 millones de años, en el Kimmeridgiense y el Titoniense en lo que hoy es Europa. C. meriani, otra especie dudosa basada en un diente premaxilar, MH 350, encontrado en la formación Reuchenette de Suiza. Originalmente denominado Megalosaurus meriani se describió como que incluía más dientes, dos caudales, MH 276, 280, un fémur MH 372 y un osteodermo, aunque los elementos postcraneales se eliminó más tarde como el holotipo de Ornithopsis greppini una vez que Janensch se dio cuenta de que era un saurópodo.> Olshevsky en 1978 lo refiere a Ceratosaurus basado en semejanza con "Labrosaurus" sulcatus". El diente es casi idéntico al primer diente premaxilar de Ceratosaurus dentisulcatus.